# Joshua (Händel)

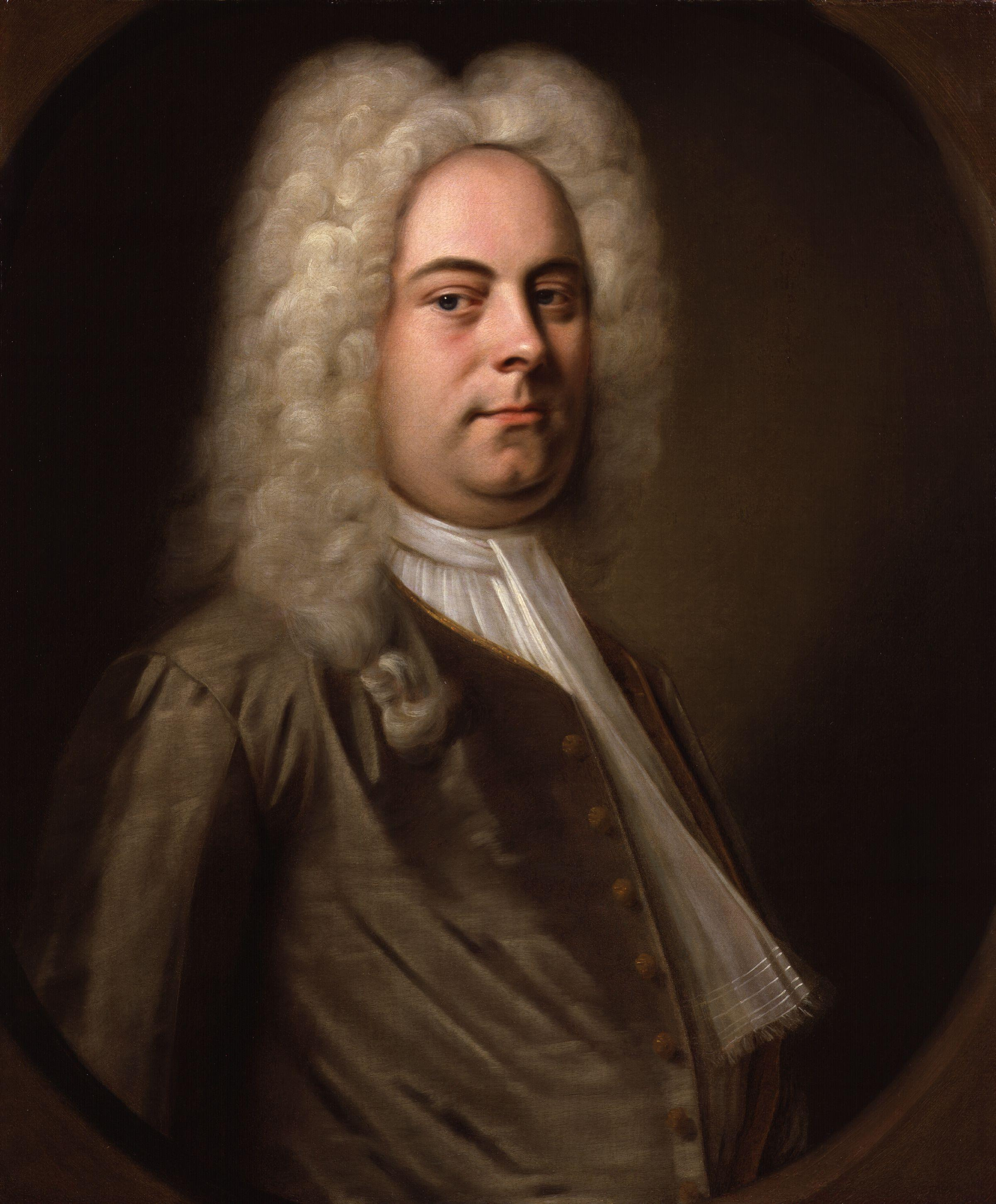
Pintura de George Frideric Handel atribuida a Balthasar Denner hecha entre los años 1726-1728

Joshua (Josué, HWV 64) es un oratorio de Georg Friedrich Händel. Fue compuesto en un mes, entre el 19 de julio y el 19 de agosto de 1747 y es el cuarto oratorio de Händel basado en un libreto de Thomas Morell.  El oratorio se estrenó el 9 de marzo de 1748 en el Teatro Covent Garden, Londres.  Joshua se basa en las historias bíblicas de Josué.
Joshua es una de las obras tardías de Händel, de la cumbre de su período creativo final. Tras el alzamiento jacobita en Inglaterra, Händel produjo una serie de oratorios basados en temas militares: Occasional Oratorio, Judas Maccabeus, Alexander Balus, Joshua, y Solomon.
El segundo coro más famoso de Händel "See the Conq'ring Hero Comes" fue creado en primer lugar para Joshua.  Fue un número inmensamente popular y Händel pronto lo agregó a Judas Maccabeus, que se había estrenado la temporada anterior. Este coro se relaciona más con aquel oratorio (Judas) debido a su fama relativamente mayor.

## Personajes
| Personaje | Tesitura     | Reparto original de 1749  |
| --- | ------------ | ------------------------- |
| Joshua | tenor        | Thomas Lowe               |
| Othniel (alto)                                                                                                 | mezzosoprano | Caterina Galli            |
| Caleb | bajo         | Thomas Reinhold           |
| Achsah, hija de Caleb                                                                                          | soprano      | Domenica Casarini Latilla |
| Coro de israelitas, coro de israelitas derrotados, coro de la tribu de Judá, coro de Jóvenes, coro de Vírgenes |              |                           |